# Lejeunea alaskana
Lejeunea alaskana là một loài Rêu trong họ Lejeuneaceae. Loài này được (R.M. Schust. & Steere) Inoue & Steere mô tả khoa học đầu tiên năm 1978.